# イヤペル
イヤペル（スペイン語: Illapel）は、チリ中部コキンボ州チョアパ県の県都である。イヤペル川流域に位置し、チリの国土が東西に最も狭まる (94 km) 地域にある。

## 人口
2002年の国勢調査によると、面積は2,629.1 km2 (1,015 sq mi)、人口は30,355人（うち男性14,940人、女性15,415人）である。このうち21,826人（71.9%）が都市的地域、8,529（28.1%）が非都市的地域に住んでいる。1992年からの10年間で4.6%（1,348人）の人口増加が見られる。